# Liste der Baudenkmäler in Harlaching
Auf dieser Seite sind die Baudenkmäler im Münchner Stadtteil Harlaching im Stadtbezirk 18 Untergiesing-Harlaching aufgelistet. Zu diesen Baudenkmälern gibt es auch eine Bildersammlung und ein Fotoalbum mit ausgewählten Bildern.
Diese Liste ist Teil der Liste der Baudenkmäler in München. Grundlage ist die Bayerische Denkmalliste, die auf Basis des bayerischen Denkmalschutzgesetzes vom 1. Oktober 1973 erstmals erstellt wurde und seither durch das Bayerische Landesamt für Denkmalpflege geführt und aktualisiert wird. Die folgenden Angaben ersetzen nicht die rechtsverbindliche Auskunft der Denkmalschutzbehörde.

## Ensembles

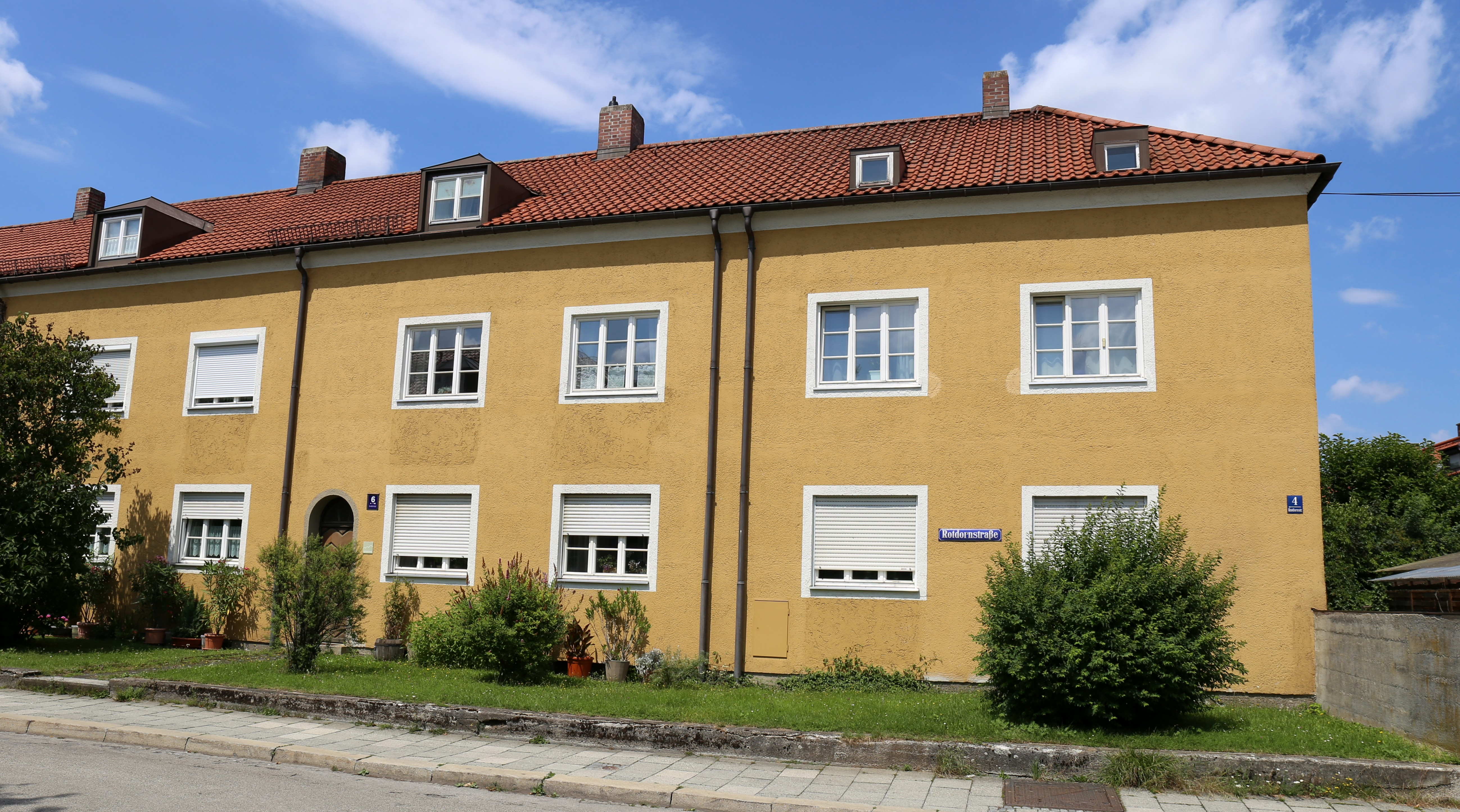
Rotdornstraße

- Flachsiedlung Neuharlaching. Aufgrund eines 1927 durchgeführten Wettbewerbes plante die Gemeinnützige Wohnungsfürsorge AG München 1928 unter der künstlerischen Oberleitung von Lechner, Norkauer, Eugen Dreisch und Wilhelm Scherer eine gartenstadtähnliche Großsiedlung auf der Höhe östlich von Harlaching. Der Siedlungsbereich konnte als ideale Lage gelten: Den Perlacher Forst im Rücken ist er, in Blickverbindung, der Stadt zugewandt; für die verkehrstechnische Anbindung an die Stadt konnte eine Straßenbahnlinie eingerichtet werden. Als die Weltwirtschaftskrise 1930 die Bautätigkeit zum Erliegen brachte, war jedoch nur weniger als die Hälfte der vorgesehenen Bauten errichtet; insbesondere fehlten – und fehlen noch – die als notwendig vorgesehenen Gemeinschaftseinrichtungen. Doch auch als Fragment ist die Großsiedlung ein sprechendes Zeugnis für die besonderen, künstlerisch-gesellschaftlichen Intentionen ihrer Schöpfer. Hier sollte offenbar verschiedenen Bedürfnissen und Ständen in Gemeinschaft Wohngelegenheit geboten werden: Bescheidenen Ansprüchen in kompakten, doch um große Höfe geschlossenen oder als lange Zeilen gestreckten Anlagen, die Zeilen gegen den tangentialen Verkehr abschirmend; gehobenen Ansprüchen in gleichartigen Einfamilienhäusern in bevorzugter Lage über dem Hang; dazwischen eingeschlossen Mehrfamilienhäuser. (E-1-62-000-38)

- Gartenstadt Harlaching. Das Ensemble Gartenstadt Harlaching umfasst den historischen Kern der Gartenstadt-Kolonie von Harlaching nach Plänen Gabriel von Seidl von 1909. Es befindet sich am rechten Isarhochufer, östlich des Tierparks Hellabrunn, und ist eines der seltenen, bis heute anschaulich erhaltenen Gartenstadtbereichen in den Vorstädten Münchens aus dem frühen 20. Jahrhundert. Am Ort des ehemaligen sogenannten Guts Harlaching überliefern die barocke Wallfahrtskirche St. Anna, die urkundlich erstmals 1186 genannt wird, und das historische Gasthaus „Harlachinger Einkehr“ aus dem Jahr 1858 den ursprünglich älteren Siedlungsbestand. Die Eingemeindung von Harlaching erfolgte 1854. Am Fuß des Steilhangs im Südwesten blieben darüber hinaus die Marienklause, eine private Votivkapelle von 1866, und der zugehörige Kreuzweg erhalten. Das Gebiet von Harlaching war bis ins frühe 20. Jahrhundert nur dünn besiedelt. Die ältesten Funde stammen aus der Eisenzeit. Die erste schriftliche Nennung von „Hadaleichingen“ datiert um 1150. In der frühen Neuzeit, als Harlaching ein Wittelsbacher Adelssitz war, lebten hier rund ein Dutzend Untertanen. Im Jahr 1700 wurde der Landsitz an Freiherr Marx Christoph von Mayr überschrieben, der durch Enrico Zuccalli bei St. Anna ein kleines Schloss erbauen ließ. Das Gebäude brannte 1796 restlos nieder und wurde nicht neu errichtet. Der Bau der Gartenstadt erfolgte ab 1911 durch die Immobilien- und Baugesellschaft München, die den Großteil des Areals 1907/08 von dem Bauunternehmer Jakob Heilmann erworben hatte. Gabriel von Seidl lieferte 1909 den Bebauungsplan. Kennzeichnend sind schmale, unregelmäßige Straßen und Wege; sie vermitteln zwischen den Hauptachsen, die sternförmig auf das ehemaligen Gut Harlaching ausgerichtet sind. Die Grundstücke sind ungleichmäßig zugeschnitten und mit freistehenden Villen besetzt (Hochleite 8, 16; Lindenstraße 12, 15, 17, 23, 25; Über der Klause 2a, 4, 5, 6, 7; Ulmenstraße 1, 3, 8–15, 19). Die Grundfläche ist jeweils großzügig bemessen, der Gartenstadtcharakter ist in dem großen Anteil an Grünfläche evident. Die Bebauung erfolgte sukzessive bis in die 1930er Jahre. Der Reformstil war prägend. Gleichwohl bestimmen die individuellen Vorgaben der Bauherren die Gestaltung der einzelnen Häuser. Der Kerngedanke der Planung von Seidls war es, die bewaldeten Uferhänge der Isar als Naherholungsgebiet einzuschließen. Heilmann hatte das Areal – und damit einhergehend die Verantwortung für die dringend notwendige Sicherung – bereits 1902 an die Stadt München abgetreten. Im Winter 1910 begannen die Bauarbeiten an der Substruktion. Ziel war es, einen dauerhaft begehbaren Anstieg zu schaffen, ohne die natürliche Gestalt des Geländes zu verändern. Aus diesem Grund verkleidete man die mächtige Eisenbetonkonstruktion mit Nagelfluh, sodass die Übergänge zwischen natürlichem Gestein und künstlicher Anlage verschwimmen. In der zweiten Hälfte des 20. Jahrhunderts wurden einige der historischen Villen durch Mehrfamilienhäuser ersetzt und Grundstücke nachverdichtet. Die Störungen betreffen insbesondere die nördlichen Abschnitte der Hochleite (Nrn. 1, 2, 3, 4, 5, 10, 11, 17, 19) und der Lindenstraße (Nrn. 2, 2a–d, 4, 4a–d, 4g, 10, 10a). (E-1-62-000-90)

## Einzelbauwerke
| Lage | Objekt                                               | Beschreibung | Akten-Nr.                 | Bild                              |
| --- | ---------------------------------------------------- | --- | ------------------------- | --------------------------------- |
| Achleitnerstraße 2 (Standort)                                                                              | Villa                                                | zweigeschossiger Mansardwalmdachbau mit Dachgauben und Eckerkern mit Holzbalustern, historisierend, 1913; Gartenpavillon, erdgeschossiger Walmdachbau, historisierend, bezeichnet 1913 | D-1-62-000-15             | weitere Bilder                    |
| Achleitnerstraße 6 (Standort)                                                                              | Einfamilien-Wohnhaus                                 | historisierend, für die Immobilien- und Baugesellschaft durch den Architekten Franz Xaver Huf nach Plänen aus dem Jahre 1911 errichtet; Gartenmauer mit skulpturalem Schmuck | D-1-62-000-16             | weitere Bilder                    |
| Autharistraße 35 (Standort)                                                                                | Wohnhaus                                             | zweigeschossiger Schopfwalmdachbau mit Vorzeichen, Hohlkehlen-Traufgesimsen und rückseitiger Altane, von Hans Hintermayer, 1922 | D-1-62-000-10326          | weitere Bilder                    |
| Autharistraße 51 (Standort)                                                                                | Villa                                                | zweigeschossiger Zeltdachbau über quadratischem Grundriss (sogenanntes Kaffeemühlenhaus) mit über First geführtem Kaminzug, straßenseitigem polygonalem Standerker, Treppenrisalit und Altane mit Balkon, sowie einfacher Putzgliederung in Heimatstilformen, 1924; Einfriedung aus Stampfbeton, wohl gleichzeitig | D-1-62-000-11125          | weitere Bilder                    |
| Benediktenwandstraße 17 (Standort)                                                                         | Villa                                                | zweigeschossiger Sattel- und Walmdachbau, Putz- und Fachwerkfassade im Heimatstil mit teils holzverschaltem Obergeschoss, Anfang 20. Jahrhundert | D-1-62-000-700            | weitere Bilder                    |
| Braunstraße 6 (Standort)                                                                                   | Gaststätte Franziskaner über der Klause              | zweigeschossiger Walmdachbau, Anfang 20. Jahrhundert | D-1-62-000-958            | weitere Bilder                    |
| Defreggerstraße 4a (Standort)                                                                              | Villa                                                | zweigeschossiger Walmdachbau mit Schweifgiebel und Anbauten, einfache Putzfassade, 1922 | D-1-62-000-1235           | Villa                             |
| Füllstraße 7 (Standort)                                                                                    | Mansarddachvilla                                     | zweigeschossiger Mansarddachwalmbau mit Gauben, Eingangsrisalit und Anbauteilen, schlichter Jugendstil, 1910–11; Einfriedung, bauzeitlich | D-1-62-000-1954           | weitere Bilder                    |
| Gabriel-Max-Straße 1/3 (Standort)                                                                          | Villa                                                | zweigeschossiger Walmdachbau, barockisierende Putzfassade, von Richard Berndl, 1927; Nebengebäude; Einfriedung | D-1-62-000-2019           | Villa                             |
| Gabriel-Max-Straße 4 (Standort)                                                                            | Villa                                                | zweigeschossiger Walmdachbau mit Zwerchhaus, Anbau und Säulenportikus, barockisierende Putzfassade, Anfang 20. Jahrhundert | D-1-62-000-2020           | weitere Bilder                    |
| Geiselgasteigstraße 1 (Standort)                                                                           | Ehemaliges Zollhaus                                  | kleines Wohnhaus mit Portikus, 1894 von Hans Grässel | D-1-62-000-2073           | weitere Bilder                    |
| Geiselgasteigstraße 153 (Standort)                                                                         | Gaststätte Jagdschlößl                               | zweigeschossiges Eckgebäude mit Mansardgiebeldach und Gauben, turmartigem Mittelrisalit und Eckportikus mit Glockendach, Fassade im Reformstil, um 1900; Nebengebäude | D-1-62-000-6049           | weitere Bilder                    |
| Geiselgasteigstraße 265 (Standort)                                                                         | Ehemaliges Bahnwärterhaus                            | Zweigeschossiger Walmdachbau mit holzverschaltem Obergeschoss, um 1870 | D-1-62-000-7848           | weitere Bilder                    |
| Grünwalder Straße 177; Tiroler Platz 5 (Standort)                                                          | Doppelwohnhaus                                       | drei-bzw. zum Garten zweigeschossige Walmdachbauten im Heimatschutzstil, mit zweigeschossiger Garage verbunden, seitlich angegliedertes Wartehäuschen, von Emil Henfling, 1935/36; Einfriedung in Kieselsteinbeton, gleichzeitig | D-1-62-000-11128          | weitere Bilder                    |
| Harlachinger Berg (Standort)                                                                               | Denkmal für Claude Lorrain                           | errichtet von König Ludwig I, 1865 | D-1-62-000-2422           | weitere Bilder                    |
| Harlachinger Berg 30 (Standort)                                                                            | Kath. Wallfahrtskirche St. Anna                      | rechteckiger Saalbau mit eingezogenem Chor, 1753–61 Umbau einer älteren Kirche; mit Ausstattung; altummauerter Friedhof mit einigen schmiedeeisernen Grabkreuzen | D-1-62-000-2421           | weitere Bilder                    |
| Harthauser Straße 11 (Standort)                                                                            | Postgebäude mit Postamt München 903                  | burgartiger Walmdachbau, vier abgerundete, turmartige Ecken, 1926 von Benno Schachner | D-1-62-000-2424           | weitere Bilder                    |
| Harthauser Straße 25, im Garten (Standort)                                                                 | Gedächtnisstätte der Familie von Neuschatz           | halbrunde Anlage mit Pfeiler, Stirnmauer und reicher plastischer Ausgestaltung, um 1920 von Architekten Emanuel von Seidl und Bildhauer Julius Seidler | D-1-62-000-2425           | weitere Bilder                    |
| Harthauser Straße 117 (Standort)                                                                           | Villa                                                | zweigeschossiger Walmdachbau mit Eckerker und Anbauten, Putzfassade im Reformstil mit holzverkleidetem Obergeschoss, Anfang 20. Jahrhundert | D-1-62-000-2427           | weitere Bilder                    |
| Hermine-Bland-Straße 3 (Standort)                                                                          | Einfamilienhaus                                      | mit Einliegerwohnung, ebenerdiger Bungalow in Sichtziegelmauerwerk mit vorkragendem Flachdach, über längsrechteckigem Grundriss und um einen Innenhof nach Plänen von Sep Ruf 1960/61 für den Kunsthistoriker Kurt Martin errichtet und 1971 nach Nordwesten erweitert; bepflanzter Innenhof mit überdecktem Freisitz; an der Westseite abgetreppte Gartenanlage zu den Untergeschoss-Räumen; das große Wohnzimmer nach Süden zum parkartigen Garten hin durch raumhohe Verglasung geöffnet; Innenausbau mit Holzverkleidung; Wandscheibe zum östlichen Nachbargrundstück; mit Garage | D-1-62-000-7976           | Einfamilienhaus                   |
| Hochleite 8 (Standort)                                                                                     | Walmdachvilla                                        | zweigeschossiger Walmdachbau mit Giebeln, Putzfassade mit Eckpilastern, 1911 | D-1-62-000-2693           | weitere Bilder                    |
| Hochleite 16 (Standort)                                                                                    | Mansarddachvilla                                     | zweigeschossiger Mansarddachbau mit teils stuckierten Giebeln, Schmuckkamin und Anbauten, barockisierende Fassade mit Wandbild des Hl. Christophorus, von Franz Xaver Huf, 1910 | D-1-62-000-2694           | weitere Bilder                    |
| Hochleite 71 (Standort)                                                                                    | Lola-Montez-Haus                                     | Gebäude im Schweizer Landhausstil, zweigeschossiger Satteldachbau mit holzverschaltem Obergeschoss, nach 1850; südlich anschließendes Nebengebäude des Gutshofes Menterschwaige | D-1-62-000-4506 zugehörig | weitere Bilder                    |
| Holzkirchner Straße 2 (Standort)                                                                           | Stattliche Villa                                     | zweigeschossiger Schopfwalmdachbau mit Zwerchhaus, Anbauten und Treppenturm, Putz- und Fachwerkfassade mit Reliefs im Heimatstil, von Carl Ebert, bezeichnet 1905 | D-1-62-000-2817           | weitere Bilder                    |
| Holzkirchner Straße 9 (Standort)                                                                           | Villa                                                | zweigeschossiger Mansarddachbau mit Schopf, Zwerchhäusern, Erkern und Anbauten, Putzfassade im Reformstil, Anfang 20. Jahrhundert | D-1-62-000-2818           | weitere Bilder                    |
| Karolinger Allee 34 (Standort)                                                                             | Gasthaus Einkehr am Harlachinger Berg                | spätklassizistische Anlage, um 1870; am Hang in der Nähe der Harlachinger Kirche | D-1-62-000-3285           | weitere Bilder                    |
| Kuntersweg (Standort)                                                                                      | Perathoner-Stein                                     | bildstockartiges Denkmal für Julius Perathoner (1849–1926), ehemaliger Bürgermeister Bozens, 1927 von August Blößner und Ludwig Dasio; in Grünanlage nahe St.-Magnus-Straße/Tiroler Platz | D-1-62-000-3669           | weitere Bilder                    |
| Lindenstraße 12 (Standort)                                                                                 | Walmdachvilla                                        | zweigeschossiger Walmdachbau mit Dachreiter und Anbauten, einfache Putzfassade, Anfang 20. Jahrhundert; Gartenmauer mit Tor, bauzeitlich | D-1-62-000-3972           | weitere Bilder                    |
| Lindenstraße 15/17 (Standort)                                                                              | Doppelhaus                                           | eingeschossiges Doppelhaus mit Walmdach und Anbauten, Putzfassade mit Wandfelddekor, errichtet durch die Immobilien- und Baugesellschaft München A.G., 1912 | D-1-62-000-3973           | weitere Bilder                    |
| Lindenstraße 23 (Standort)                                                                                 | Villa                                                | 1910 in Formen des Heimat- und Burgenstils für den Bezirkstierarzt Norbert Hillerbrand durch die Immobilien- & Baugesellschaft München als Teil der sogenannten Gartenstadt Harlaching errichtet; zeitweilig Poststelle; mit Einfriedung | D-1-62-000-7832           | weitere Bilder                    |
| Lindenstraße 25 (Standort)                                                                                 | Villa                                                | 1908 in Jugendstilformen für den Stabsarzt Dr. W. Fischer durch die Immobilien- & Baugesellschaft München als Teil der sogenannten Gartenstadt Harlaching errichtet; mit Einfriedung | D-1-62-000-7829           | weitere Bilder                    |
| Lindenstraße 28 (Standort)                                                                                 | Villa                                                | historisierend, errichtet 1912, Planfertiger M. Hornberger | D-1-62-000-7842           | weitere Bilder                    |
| Menterschwaigstraße 4 (Standort)                                                                           | Gasthof Menterschwaige                               | ein- und zweigeschossiger Gruppenbau auf dreiflügeligem Grundriss mit Sattel-, Mansard,- Mansardwalm- und Schopfwalmdächern, im Kern frühes 19. Jh., erweitert und umgebaut 1899 und 1906; Wirtsgarten, mit Bäumen dicht bestandener Garten, um 1900 angelegt; Schweizerhaus, sog. Lola Montez-Haus, zweigeschossiger Satteldachbau mit holzverschaltem Obergeschoss, nach 1850 | D-1-62-000-4506           | weitere Bilder                    |
| Rabenkopfstraße 8/10/12 (Standort)                                                                         | Stattlicher zweigeschossiger Mansarddachbau          | bestehend aus drei Einfamilienhäusern, durch Erker und Dachausbau annähernd symmetrisch gegliedert, 1912 durch Eduard Baumann als Architekt und Bauherr | D-1-62-000-5639           | weitere Bilder                    |
| Reinerstraße 6/8/10/12/14/16/18/20 (Standort)                                                              | Reihenhausanlage                                     | vier Doppelhäuser aus zweigeschossigen Traufseitbauten mit Zwerchhaus über hohem Sockelgeschoss, im Heimatstil, vom Baubüro der Immobilien- und Baugesellschaft München, 1909–11 | D-1-62-000-9915           | weitere Bilder                    |
| Sanatoriumsplatz 2 (Standort)                                                                              | Krankenhaus Harlaching (Altbau)                      | neubarocke Dreiflügelanlage, Hauptflügel mit Mittel- und Eckpavillons und Dachreiter, davor zugehörige Wirtschaftsgebäude, 1896–98 von Hartwig Eggers | D-1-62-000-6050           | weitere Bilder                    |
| Schlichtweg; Nähe Hochleite; Nähe Marienklause (Standort)                                                  | Hangsicherungs- und Aufgangsbauwerk am Isarsteilhang | Eisenbetonbauwerk aus Mauern und Bögen, teils mit Treppen oder Rampen, Hangsicherung in Nachbildung von Nagelfluh, 1911/12 | D-1-62-000-10274          | weitere Bilder                    |
| Schlichtweg 15 (Standort)                                                                                  | Marienklause                                         | Kapelle aus Holz und Grottenwerk, bezeichnet 1866; davor Kreuzwegstationen und Bildhäuschen mit Figur: Christus an der Martersäule, spätes 19. Jahrhundert | D-1-62-000-6218           | weitere Bilder                    |
| Siebenbrunner Straße 5 (Standort)                                                                          | Ehemaliger Edelsitz                                  | jetzt Gaststätte Waldrestaurant Siebenbrunn, ländlicher Satteldachbau, in der jetzigen Form wohl 19. Jahrhundert | D-1-62-000-6513           | weitere Bilder                    |
| Schlichtweg 4/5/11/15; Siebenbrunner Straße 2/4/6; Tierparkstraße 30; Nähe Siebenbrunner Straße (Standort) | Tierpark Hellabrunn                                  | Landschaftsanlage zwischen Isar und östlichem Talhang mit Wasserläufen und Wegeführung, nach Generalplan von 1910, von Emanuel von Seidl | D-1-62-000-6514           | weitere Bilder                    |
| Siebenbrunner Straße 6 (Standort)                                                                          | Elefantenhaus                                        | Orientalisierender Bau auf querovalem Grundriss und mit vier Eckpavillons, ehemals freitragende Beton-Glas-Kuppel entfernt und in anderer Bauweise erneuert, umgeben mit sechs freistehenden Pfeilern, von Emanuel von Seidl, 1911 | D-1-62-000-6514 zugehörig | Elefantenhaus                     |
| Siebenbrunner Straße 6 (Standort)                                                                          | Aquarium und Menschenaffenstation                    | In sachlichen Formen gestaltet, von Max Koch, 1936 bis 1937 | D-1-62-000-6514 zugehörig | Aquarium und Menschenaffenstation |
| Siebenbrunner Straße 6 (Standort)                                                                          | Zwei Kassenhäuschen                                  | | D-1-62-000-6514 zugehörig | Zwei Kassenhäuschen               |
| Siebenbrunner Straße 6 (Standort)                                                                          | Zwei Vasen mit Putten                                | | D-1-62-000-6514 zugehörig | Zwei Vasen mit Putten             |
| Siebenbrunner Straße 6 (Standort)                                                                          | Sieben Brücken                                       | um 1911 | D-1-62-000-6514 zugehörig | Sieben Brücken                    |
| Siebenbrunner Straße 6 (Standort)                                                                          | Brückenfigur eines Pfaus                             | bezeichnet 1919, von Willy Zügel | D-1-62-000-6514 zugehörig | Brückenfigur eines Pfaus          |
| Siebenbrunner Straße 6 (Standort)                                                                          | Gedenkstein                                          | Für Heinz Heck, nach 1982 | D-1-62-000-6514 zugehörig | Gedenkstein                       |
| Über der Klause 2/2a (Standort)                                                                            | Villa                                                | zweigeschossiger Walmdachbau mit Giebeln, Putzfassade mit Lisenen und Sohlbankgesims, Anfang 20. Jahrhundert | D-1-62-000-7076 Wikidata  | weitere Bilder                    |
| Über der Klause 4/4a/4b (Standort)                                                                         | Reihenhausgruppe                                     | zweigeschossiger Mansarddachbau in Ecklage mit Erker, Putzfassade mit figürlichem Neorenaissancedekor und Sohlbankgesims, Wandbild des Hl. Lukas, Anfang 20. Jahrhundert | D-1-62-000-7077 Wikidata  | weitere Bilder                    |
| Über der Klause 5 (Standort)                                                                               | Villa                                                | zweigeschossiger Mansarddachbau mit Eckerker, Putzfassade mit Hausmadonna, Anfang 20. Jahrhundert | D-1-62-000-7078 Wikidata  | weitere Bilder                    |
| Über der Klause 6 (Standort)                                                                               | Villa                                                | zweigeschossiger Walmdachbau mit Giebeln, einfache Putzfassade, Anfang 20. Jahrhundert; Einfriedung, bauzeitlich | D-1-62-000-7079 Wikidata  | weitere Bilder                    |
| Über der Klause 7a (Standort)                                                                              | Mansarddachvilla                                     | zweigeschossiger Mansarddachbau mit Giebeln, Treppenrisalit und Anbauten, Putzfassade mit geometrischem Stuckdekor, 1914 | D-1-62-000-7080 Wikidata  | weitere Bilder                    |
| Ulmenstraße 1/3 (Standort)                                                                                 | Doppelwohnhaus                                       | zweigeschossiger Walmdachbau im reduzierten Heimatstil, mit polygonalem Eckturm und erdgeschossigem Vorbau, 1911; zugehörig Gartenhaus mit Zeltdach, gleichzeitig | D-1-62-000-7088 Wikidata  | weitere Bilder                    |
| Ulmenstraße 8/10/12 (Standort)                                                                             | Reihenhausanlage                                     | ein- und zweigeschossiger Bau mit Mansard- und Walmdach mit Fassadenversprüngen, im reduzierten Heimatstil, 1911 | D-1-62-000-7089 Wikidata  | weitere Bilder                    |
| Ulmenstraße 9/11/13/15 (Standort)                                                                          | Reihenhausanlage                                     | eingeschossiger Mansarddachbau mit Zwerchhausrisaliten, im reduzierten Heimatstil, um 1911 | D-1-62-000-7090 Wikidata  | weitere Bilder                    |
| Ulmenstraße 19 (Standort)                                                                                  | Villa                                                | eingeschossiger, reich gegliederter Mansarddachbau, im Heimatstil, 1910; mit Einfriedung, gleichzeitig | D-1-62-000-7095 Wikidata  | weitere Bilder                    |
| Willroiderstraße 8 (Standort)                                                                              | Brunnen                                              | Becken und Nische aus Stein, Neurenaissance, bezeichnet 1870 | D-1-62-000-7586 Wikidata  | Brunnen                           |
| Wunderhornstraße 9 (Standort)                                                                              | Wohnhaus, jetzt Kindergarten                         | zweigeschossiger Satteldachbau, mit gartenseitigem Vorbau; mit Einfriedung; von Richard Steidle, 1929 | D-1-62-000-8541 Wikidata  | weitere Bilder                    |